# La decisión de Sophie (película)
La decisión de Sophie (original en inglés: Sophie's Choice) es una película británico-estadounidense dramática de 1982, escrita y dirigida por Alan J. Pakula y protagonizada por Meryl Streep, Kevin Kline y Peter MacNicol. Fue galardonada con numerosos premios cinematográficos estadounidenses e internacionales. Está basada en la novela homónima de William Styron.

## Sinopsis
En el verano de 1947, Stingo, un joven del sur estadounidense, aspirante a escritor, se instala en una pensión familiar de Brooklyn, en Nueva York. Su tranquilidad se verá pronto turbada por la terrible discusión de una pareja que vive en el piso de arriba. Cuando la conoce queda cautivado por el encanto y simpatía que ambos poseen. La mujer, Sophie Zawistowska, es una hermosa emigrante polaca de fe católica. El hombre, Nathan Landau, es un encantador pero desequilibrado científico de origen judío. Poco a poco, Stingo se convierte en el mejor amigo de la pareja. Mientras busca protegerla de los progresivos abusos de Nathan, Stingo se enamora de Sophie, quien sobrevivió al campo de exterminio de Auschwitz durante la Segunda Guerra Mundial, y vive atormentada por su pasado y un terrible secreto, el cual nunca había contado a nadie, y que decide revelarle a Stingo.

## Reparto
- Meryl Streep ... Zofia "Sophie" Zawistowska
- Kevin Kline ... Nathan Landau
- Peter MacNicol ... Stingo
- Rita Karin ... Yetta Zimmerman
- Stephen D. Newman ... Larry Landau
- Josh Mostel ... Morris Fink
- Marcell Rosenblatt ... Astrid Weinstein
- Moishe Rosenfeld ... Moishe Rosenblum
- Robin Bartlett ... Lillian Grossman
- Eugene Lipinski ... Profesor polaco
- John Rothman ... Bibliotecario
- Neddim Prohic ... Jòzef
- Katharina Thalbach ... Wanda
- Jennifer Lawn ... Eva Zawistowski
- Adrian Kalitka ... Jan Zawistowski
- Joseph Leon ... Doctor Blackstock
- David Wohl ... Profesor de inglés

## Producción
Meryl Streep tuvo que aprender tanto alemán como polaco para interpretar su papel. Esta película supuso el debut cinematográfico de Kevin Kline, conocido por sus actuaciones en teatro, en comedias musicales. También fue uno de los primeros papeles de Peter MacNicol como protagonista, a quien se solía asociar más con papeles secundarios en cine y televisión.

## Premios y candidaturas
- Premio Oscar 1983: a la mejor actriz principal (Meryl Streep)
- Premio Globo de Oro 1983:  a la mejor actriz en cine (Meryl Streep) - drama
- Premio NYFCC 1982: a la mejor actriz (Meryl Streep), y a la mejor fotografía (Nestor Almendros)
- Premio National Society of Film Critics 1983. A la mejor actriz (Meryl Streep)
- Premio National Board of Review 1983: a la mejor actriz (Meryl Streep)
- Premio LAFCA 1982: a la mejor actriz (Meryl Streep)
- Premio Boston Society of Film Critics 1983: a la mejor actriz (Meryl Streep)
- Premio Kansas City Film Critics Circle 1983: a la mejor actriz (Meryl Streep) – compartido
- Premio Kinema Junpo 1984: a la mejor película en idioma extranjero (Alan J. Pakula) – Japón
- Premio Mainichi Film Concours 1984: a la mejor película en idioma extranjero (Alan J. Pakula) – Japón
- Premio Robert 1984: a la mejor película extranjera y al mejor director (Alan J. Pakula) - Dinamarca[2]

La película fue candidata al Premio Óscar en las categorías de Mejor Fotografía (Néstor Almendros), Mejor Diseño de Vestuario (Albert Wolsky), Mejor banda sonora original (Marvin Hamlisch) y Mejor Guion Adaptado (Alan J. Pakula).